# Photononstop
Photononstop est une agence photographique française, née de la fusion en 2000 des agences La Photothèque SDP et DIAF. 
En 2009, Photononstop reprend GraphicObsession, portail de photographies et des vecteurs libre de droits. En 2012, Photononstop rachète Biosphoto (créée en 1987), agence spécialisée sur la photo animalière, naturaliste et de jardins. Leurs fonds photographiques sont estimés à plus 15 millions de photos.
En 2017, le site Biosmotion est lancé, il diffuse plus de 15 millions de clips vidéos en HD et 4K. Ces clips sont destinés aux professionnels pour être utilisés aussi bien dans des films documentaires, institutionnels, publicitaires ou de fiction.
En 2019, la Ville de Paris attribue à NDLR du groupe Photononstop, la concession de l'exploitation commerciale et la valorisation des fonds photographiques Roger-Viollet et France-Soir. En décembre 2019, Photononstop fonde une agence, Delta Arts, qui est chargée spécifiquement de la gestion des droits afférents à l'agence Roger-Viollet.
Le groupe Photononstop est coprésidée par Christian Delannoy et Gilles Taquet[source insuffisante].
Son siège social est situé 46 rue de la Mare à Paris dans le 20e arrondissement.